# 聖光学院高等学校
聖光学院高等学校（せいこうがくいんこうとうがっこう）は、福島県伊達市（第二校舎は伊達郡桑折町）にあるキリスト主義の私立高等学校である。聖光学院中学校・高等学校と静岡聖光学院中学校・高等学校とは無関係である。

## 概要
1962年（昭和37年）に聖光学院工業高等学校として創立。1977年（昭和52年）に聖光学院高等学校と改称する。「聖光」は、マタイによる福音書第5章14節の「あなたがたは、世の光である」に由来する。「神と共に働く人に」を校訓に掲げ、キリスト教主義に基づく教育を行う。さらには「80/3mind」の精神を教育理念として掲げる。これは高校3年間が人生を決める3年間であるという独自の理念である。4年制大学への進学を目指す普通科と、就職率が高い工学科がある。また、運動部を中心とした部活動にも力を入れている。
2022年4月に学科再編を行い、現在は2学科6コースという編成。

## 設置学科
- 普通科
  - 進学探究コース
  - スポーツ探究コース
  - 福祉探究コース

- 工学科
  - 基礎コース （1年次）
  - 機械工学コース （2年次より選択）
  - プロダクト工学コース （2年次より選択）
  - 情報工学コース　（2年次より選択）

## 沿革
- 1962年 - 聖光学院工業高等学校として創立。
- 1977年 - 校名を聖光学院高等学校に改称。
- 2007年 - 通信制課程の普通科を開設。
- 2018年3月 - 通信制課程の新入生募集を停止[1]。
- 2022年4月 - 学科再編。

## 施設
2010年3月に完成した学生寮は校舎から徒歩5分、100人の収容規模で約400平方メートルのトレーニング場も併設されている。

## 部活動
- 硬式野球部（男子）★
- 硬式野球部（女子）
- サッカー部★
- テニス部
- 柔道部
- ラグビー部★
- バレーボール部（男子）
- バレーボール部（女子）★
- 卓球部
- バドミントン部
- 山岳部
- ハンドボール部
- 陸上競技部★
- 剣道部★
- バスケットボール部
- 弓道部
- アームレスリング同好会

- ハンドベル部
- コンピュータ部
- ハイ・ワイ部
- 写真部
- 美術部
- アマハム部
- ブラスバンド部
- 華道部
- 自動車部
- 機械工作部
- 応援団

(★は強化指定部)

### 硬式野球部

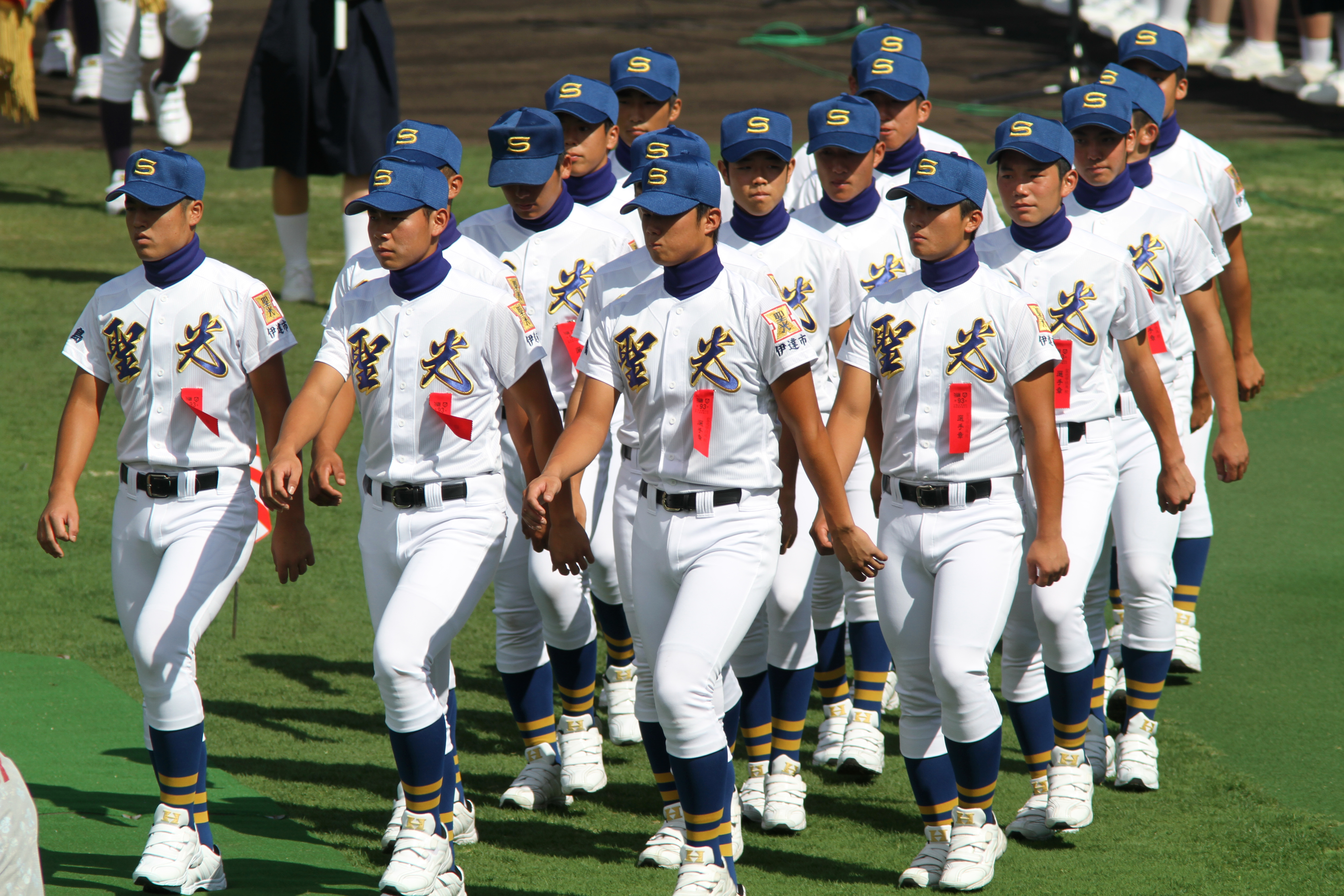
第93回全国高等学校野球選手権大会開会式にて

硬式野球部は、斎藤智也監督のもと選抜高等学校野球大会に6回、全国高等学校野球選手権大会に17回出場している。どちらの出場回数も、福島県勢最多である。夏の甲子園初出場は2001年（第83回）。夏の甲子園では、2007年（第89回）の2回戦で、強豪青森山田（青森）との東北勢対決を6-4で制したことで、強豪校とも渡り合える経験がチームにとって大きな自信および転換点となり、2008年（第90回）、2010年（第92回）、2014年（第96回）、2016年（第98回）、2022年（第104回）の5度、ベスト8に進出している。2022年（第104回大会）では福島県勢51年ぶりのベスト4に進出した。またセンバツでも2013年（第85回）にベスト8に進出している。2008年夏（第90回）の福島大会の2回戦から2013年の秋季高校野球福島大会の準々決勝まで福島県内公式戦95連勝を記録した。夏の選手権福島大会は2007年から2019年まで地方大会としては戦後最長となる13連覇だったが(独自大会を含めると14連覇)、2021年夏（第103回）福島大会準々決勝で光南に敗れ、連続出場は13回で途切れた。

### サッカー部
学校の強化指定部のサッカー部も2001年にインターハイに初出場、2012年には第91回全国高校サッカーに初出場した。かつては元Jリーガーの鋤柄昌宏が監督を務めていた。2019年度からは同校出身の元Jリーガーである茂木弘人がコーチに招聘し、同年の選手権県大会では決勝に進出した。

### ラグビー部
2018年第98回全国高校ラグビーで初出場を果たす。

## 著名な出身者

### 野球
- 横山貴明 - 元プロ野球選手
- 歳内宏明 - 元プロ野球選手
- 遠藤雅洋 - 元社会人野球選手
- 岡野祐一郎 - 元プロ野球選手
- 園部聡 - 元プロ野球選手
- 船迫大雅 - プロ野球選手（読売ジャイアンツ、2024年セ・リーグ新人王）
- 八百板卓丸 - 元プロ野球選手
- 佐藤都志也 - プロ野球選手（千葉ロッテマリーンズ、日本代表）
- 鈴木駿輔 - プロ野球選手（富邦ガーディアンズ）
- 知野直人 - プロ野球選手（中退）（横浜DeNAベイスターズ）
- 湯浅京己 - プロ野球選手（阪神タイガース、2022年最優秀救援投手、日本代表）
- 舘池亮佑 - プロ野球選手（山梨ファイアーウィンズ）
- 山浅龍之介 - プロ野球選手（中日ドラゴンズ）

### サッカー
- 杉山琢也 - 元サッカー選手
- 茂木弘人 - 元サッカー選手

## 交通
- JR東日本東北本線 伊達駅より徒歩5分